# Fontidessus toboganensis
Fontidessus toboganensis är en skalbaggsart som beskrevs av K. B. Miller och Spangler 2008. Fontidessus toboganensis ingår i släktet Fontidessus och familjen dykare. Inga underarter finns listade i Catalogue of Life.